# 레오나르도 니그로
레오나르도 니그로(Leonardo Nigro, 1974년 2월 15일 ~ )는 스위스의 배우, 예술가이다.

## 영화
- 크로노포비아 (2018년)
- 베키 파찌 (2015년)
- 시네스테시아 (2010년)
- 사랑하고 싶은 시간 (2010년)
- 마리아, 그는 그걸 좋아하지 않아 (2009년)
- 온 더 라인 (2007년)
- 나흐베벤 (2006년)
- 항체 (2005년)